# Station F
Station F je podjetniški inkubator za zagonska podjetja, ki se nahaja v 13. okrožju Pariza. Znan je kot največji objekt za zagonska podjetja na svetu.
Nahaja se v nekdanjem železniškem skladišču blaga, prej znanem kot la Halle Freyssinet (od tod "F" v Station F). 34.000 m2 velik objekt je uradno odprl predsednik Emmanuel Macron junija 2017 in nudi pisarniške prostore za do 1000 novoustanovljenih podjetij in podjetij v zgodnji fazi razvoja ter za poslovne partnerje, kot so Facebook, Microsoft in Naver.
Station F ima številna partnerstva za programe zagonskih podjetij, namenjene podjetnikom. Partnerji so Google, Ubisoft in Zendesk.
Kampus je partner različnih šol, kot je HEC Paris, najboljša evropska poslovna šola.